# Pietrari
Pietrari es una comuna ubicada en el distrito Vâlcea, Rumania.

## Superficie
Posee una superficie de 19,47 kilómetros cuadrados.

## Demografía
Hasta 2021 la población era de 2647 habitantes, con una densidad de población de 136,0 habitantes por kilómetro cuadrado.